# Quo vadis (film, 1951)
Pour les articles homonymes, voir Quo vadis.
Pour plus de détails, voir Fiche technique et Distribution.
Quo vadis (« Où vas-tu ? » en latin) est un film américain réalisé par Mervyn LeRoy, sorti en 1951. Il s'agit de la cinquième adaptation cinématographique du roman du même nom de Henryk Sienkiewicz, qui valut à son auteur le prix Nobel de littérature en 1905.

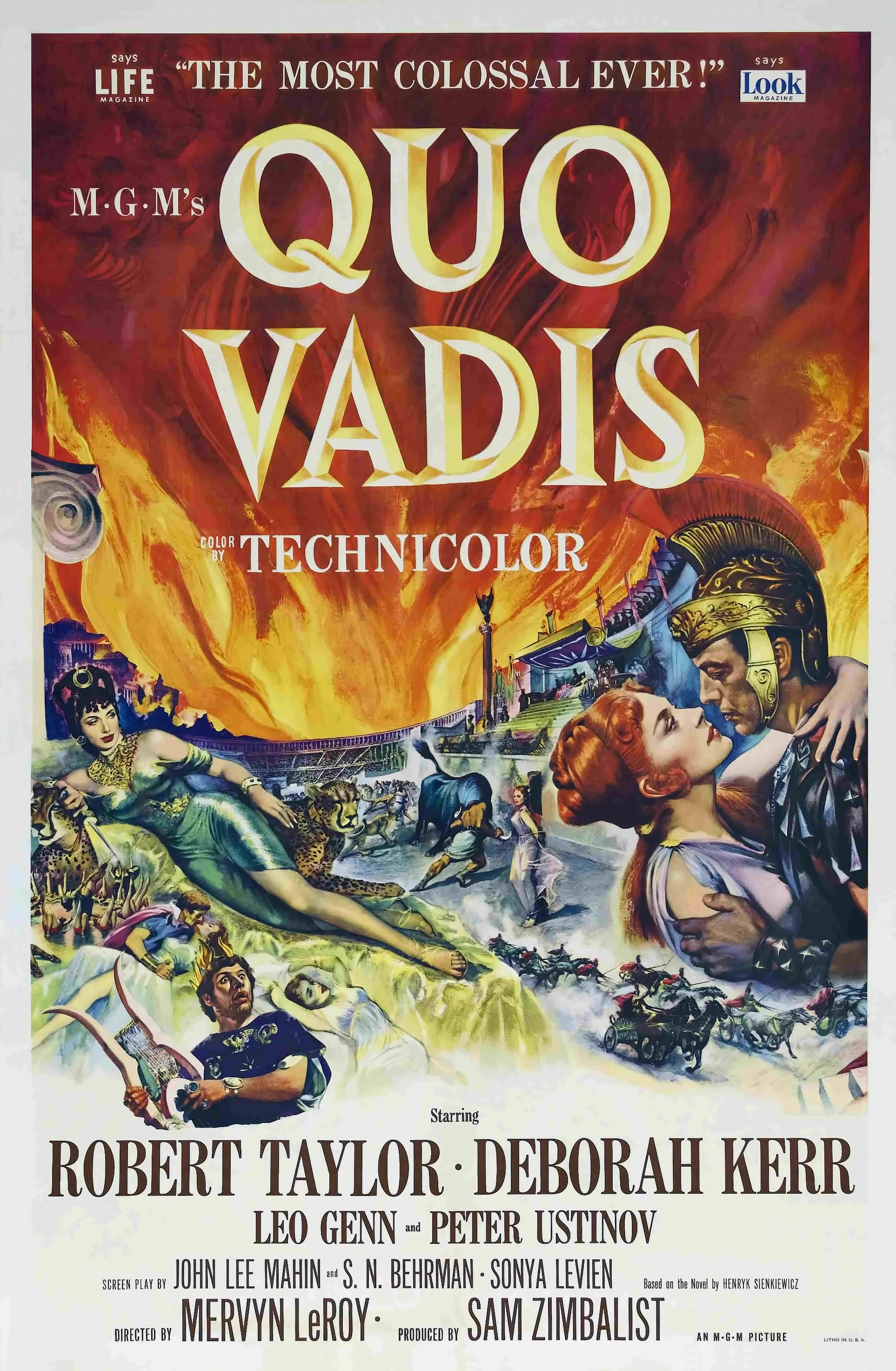
Affiche du film.

C'est avec ce film américain tourné à Rome que commence l'époque d'Hollywood sur Tibre, une expression inventée par le magazine Time pendant le tournage du film en 1950.

## Synopsis
L'émergence du christianisme à Rome sous le règne de Néron, à travers une histoire d'amour entre un officier romain, Marcus Vinicius, neveu du mécène épicurien Pétrone, et Lygie, une jeune otage lygienne, devenue chrétienne, fille adoptive d'un général retraité, que Vinicius prendra pour épouse après avoir échappé au massacre des chrétiens dans les arènes impériales.

## Fiche technique
- Titre original : Quo vadis
- Titre français : Quo vadis
- Réalisation : Mervyn LeRoy
- Réalisation seconde équipe : Anthony Mann
- Scénario : S. N. Behrman, Sonya Levien, John Lee Mahin, d'après le roman éponyme de Henryk Sienkiewicz
- Direction artistique : William A. Horning, Cedric Gibbons et Edward C. Carfagno
- Décors : Hugh Hunt
- Costumes : Herschel McCoy
- Photographie : Robert Surtees et William V. Skall
- Montage : Ralph E. Winters
- Musique : Miklós Rózsa
- Production : Sam Zimbalist
- Société de production : Metro-Goldwyn-Mayer
- Société de distribution : Metro-Goldwyn-Mayer
- Budget : 7 000 000 $ (est.)
- Pays de production :  États-Unis
- Langue : anglais
- Format : couleur (Technicolor) - 35 mm - 1,37:1 - son : mono

Reformaté au ratio 1,75:1 en 1971 pour les 20 ans du film
- Genre : Drame historique, péplum
- Durée : 171 minutes
- Dates de sortie :
  - États-Unis :
    - 8 novembre 1951 (New York)
    - 29 novembre 1951 (Los Angeles)
    - 25 décembre 1951

  - Royaume-Uni : 25 janvier 1952
  - Canada : 1er février 1952
  - Belgique : 7 novembre 1952
  - France : 1er octobre 1953

## Distribution

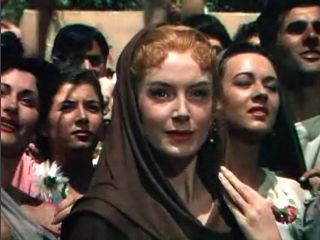
Deborah Kerr dans le film.

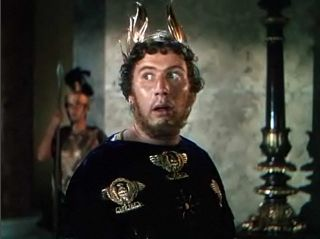
Peter Ustinov dans le film.

- Robert Taylor (V.F : Jean Davy) : Marcus Vinicius
- Deborah Kerr (VF : Jacqueline Porel) : Lygie
- Leo Genn (VF : Jacques Dacqmine) : Caïus Pétrone
- Peter Ustinov  (VF : Jean Marchat) : Néron
- Patricia Laffan (VF : Louise Conte) : Poppée
- Buddy Baer (VF : Pierre Morin) : Ursus
- Finlay Currie (VF : Fernand Fabre) : Pierre
- Abraham Sofaer (VF : René Blancard) : Paul
- Nora Swinburne (VF : Hélène Tossy) : Pomponia Graecina
- Felix Aylmer (VF : Jean d'Yd) : Aulus Plautius
- Marina Berti (VF : Nelly Benedetti) : Eunice
- Ralph Truman (VF : Louis Arbessier) : Tigellin
- Norman Wooland (VF : Marc Cassot) : Nerva
- Nicholas Hannen (en) (VF : Paul Villé) : Sénèque
- Rosalie Crutchley (VF : Claire Guibert) : Acté
- Arthur Walge (VF : René Arrieu) : Croton
- D. A. Clarke-Smith (en) : Phaon
- Peter Miles : Nazaire
- Alfredo Varelli : Lucan
- William Tubbs (VF : Émile Duard) : Anaxandre
- Geoffrey Dunn : Terpnos
- John Ruddock : Chilo
- Elspeth March : Miriam
- Strelsa Brown : Rufia
- Roberto Ottaviano : Flavius
- Pietro Tordi : Galba

Et, parmi les acteurs non crédités :
- Leslie Bradley : Hasta
- Adrienne Corri : une jeune fille chrétienne
- Richard Garrick : l'esclave sur le char de Marcus Vincinius à son Triomphe
- Sophia Loren : une esclave lygienne qui applaudit Vinicius à son Triomphe
- Louis Payne : un apôtre
- Walter Pidgeon : le narrateur (voix)
- Carlo Pedersoli : un garde impérial
- Elizabeth Taylor : une prisonnière chrétienne dans l'arène
- Christopher Lee : un conducteur de char
- Clelia Matania : Parménide, la coiffeuse
- Marika Aba : la danseuse assyrienne au banquet de Néron
- Giuseppe Tosi : un lutteur au banquet de Néron
- Robin Hughes : Jésus (flashbacks)

## Production

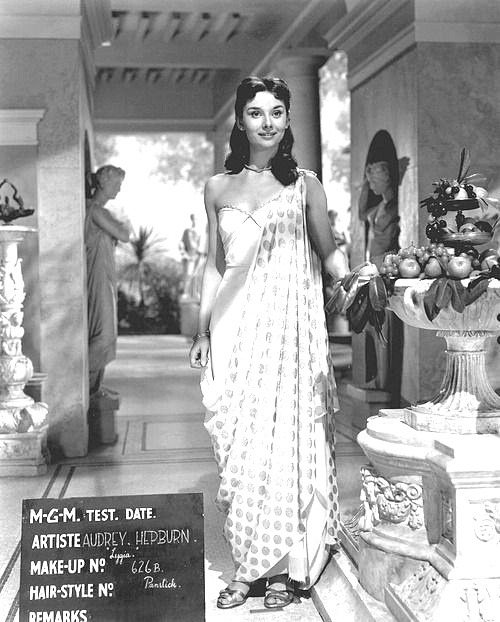
Audrey Hepburn lors d'un test de costumes pour le film.

Audrey Hepburn avait été pressentie pour le rôle de Lygia, et le réalisateur Mervyn LeRoy souhaitait l'auditionner, mais le rôle a été attribué à Deborah Kerr qui était alors sous contrat avec la MGM.

## Récompenses et distinctions
- Golden Globes 1952 : Meilleur acteur dans un second rôle pour Peter Ustinov

### Nominations
- Oscars 1952 :
  - Meilleur film
  - Meilleur acteur dans un second rôle pour Leo Genn et Peter Ustinov
  - Meilleure photographie (couleur) pour Robert Surtees et William V. Skall
  - Meilleurs décors (couleur) pour William A. Horning, Cedric Gibbons, Edward C. Carfagno et Hugh Hunt
  - Meilleure création de costumes (couleur) pour Herschel McCoy
  - Meilleur montage pour Ralph E. Winters
  - Meilleure musique pour un film dramatique ou une comédie pour Miklós Rózsa

## Autour du film
- Le roman original a été adapté, entre autres, à l'écran plusieurs fois :
  - Quo vadis ?, film français de Lucien Nonguet et Ferdinand Zecca sorti en 1901 ;
  - Quo vadis ?, film italien de Enrico Guazzoni sorti en 1912 ;
  - Quo vadis ?, série télévisée de Franco Rossi diffusée en 1985 ;
  - Quo vadis ?, film de Jerzy Kawalerowicz sorti en 2001.

### Erreurs historiques

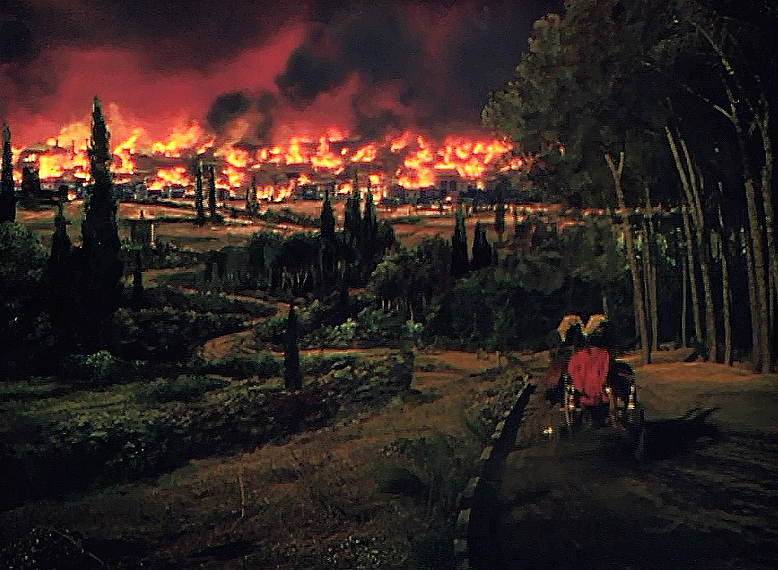
L'incendie de Rome.

Ce film contient des erreurs historiques importantes. Il reprend les poncifs des récits des historiens comme Tacite, Suétone ou Dion Cassius qui sont des œuvres de contre-propagande sénatoriale s'opposant à la propagande impériale de la dynastie julio-claudienne qui, valorisant un régime autoritaire visant à diminuer les privilèges des sénateurs voire à humilier cette élite sociale, suscite en réponse des écrits « historiques » tendancieux qui ont inspiré l'iconographie et l'historiographie contemporaines. Néron, menacé par un soulèvement populaire tel qu'on le voit à la fin du film, « est une aberration qui, en plein maccarthysme, relève du détournement idéologique ».
- Pétrone dit au consul Marcus qu'il pourrait demander à être gouverneur d'Égypte, ce qui est impossible car le poste de préfet d'Égypte était réservé à l'ordre équestre.
- Marcus Vinicius célèbre un triomphe dans Rome. Or, depuis l'instauration de l'Empire, cet honneur était réservé à l'empereur ; les généraux victorieux n'avaient plus droit qu'à une « ovation ».
- Une partie d'échecs oppose Marcus à son oncle Pétrone : les origines du jeu d'échecs sont controversées[8], mais les plus anciennes pièces d'échecs découvertes en archéologie datent du VIIe siècle. L'échiquier vu dans le film est moderne, avec des figurines sculptées. Pétrone, qui a les blancs, gagne la partie et dit « échec et mat » : cette expression remonte au VIe siècle. Marcus a les noirs. En fait il semble que ce soit une spécificité du doublage en français. En VO on entend « there you are », et « da bist du » dans le doublage en allemand. Il est peu probable que la partie d'échecs vue dans le film fût possible ainsi à l'époque de Néron.
- Néron étrangle Poppée : impossible, car Poppée est morte en 65 durant sa deuxième grossesse.
- Néron fait incendier Rome : à la lumière des connaissance modernes, il n'existe pas de preuves d'un incendie criminel et la thèse d'une origine accidentelle est actuellement retenue comme la plus probable. L'incendie de Rome est vraisemblablement dû à une négligence humaine. Le feu a pris dans une échoppe ou une taverne en bois dans le Circus Maximus alors que la ville connaissait, en ce mois de juillet 64, une forte canicule et des vents violents.
- Loi anti-chrétienne : aucune loi de ce type n'a été promulguée durant son règne.
- Suicide de Néron : l'action se déroule au palais impérial. Acté, une esclave affranchie qui fut la maîtresse de l'empereur l´« aide » à enfoncer la dague jusqu'au cœur avant que la foule ne prenne d'assaut le palais et le tue. Selon la tradition historiographique, Néron fuit le palais seul et déguisé. Il se réfugie dans la maison de campagne de Phaon, son fidèle affranchi. Il se poignarde à la gorge, aidé de son secrétaire Épaphrodite.
- Frères de l'apôtre Pierre : ces frères sont dits par Pierre dans le film être Jacques et Jean alors que seul André est dit être frère de Pierre que ce soit dans l'Évangile selon Jean ou dans les Évangiles synoptiques, pour ne parler que des Livres canoniques.
- Lygie est vue priant devant un Jésus en croix accroché au mur. D'une manière générale, avant le IIIe siècle, les premiers chrétiens usent de figures variées telles que la lyre ; l'ancre de marine ; un bateau au vent ; l'orante ; le criophore ; la colombe ; le poisson. La croix chrétienne ne devient l'un des emblèmes de la chrétienté, adopté par l'empereur Constantin Ier, que plus de deux siècles après l'action du film.
- Pierre parle de caractère sacré du mariage et unit Lygie et Vicinius, alors que le « sacrement » du mariage n'existe pas chez les chrétiens à cette époque et n'apparaîtra réellement qu'à partir de 1184 sur un décret du pape Lucius III.